# Liegi-Bastogne-Liegi 1955
La Liegi-Bastogne-Liegi 1955, quarantunesima edizione della corsa, fu disputata il 1º maggio 1955 per un percorso di 238 km. Fu vinta dal belga Stan Ockers, giunto al traguardo in 6h50'58" alla media di 34,747 km/h, precedendo i connazionali Raymond Impanis e Jean Brankart. 
I corridori che portarono a termine la gara al traguardo di Liegi furono in totale 35.

## Ordine d'arrivo (Top 10)
| Pos. | Corridore        | Squadra           | Tempo    |
| ---- | ---------------- | ----------------- | -------- |
| 1    | Stan Ockers      | Elve-Peugeot      | 6h50'58" |
| 2    | Raymond Impanis  | Elve-Peugeot      | s.t.     |
| 3    | Jean Brankart    | Elve-Peugeot      | a 44"    |
| 4    | Emiel Van Cauter | Elve-Peugeot      | s.t.     |
| 5    | Jan Adriaensens  | Terrot-Hutchinson | a 1'12"  |
| 6    | Ernest Heyvaert  | -                 | s.t.     |
| 7    | Marcel Ernzer    | Terrot-Hutchinson | a 1'40"  |
| 8    | Jozef Schils     | -                 | s.t.     |
| 9    | Pierre Molinéris | Alcyon-Dunlop     | a 4'07"  |
| 10   | Alfred Krebs     | -                 | s.t.     |